# Иманзаипов, Ержан Бейбутович
Ержан Бейбутович Иманзаипов (каз. Ержан Бейбітұлы Иманзаипов) — казахстанский государственный служащий, аким города Экибастуза (2019—2020), города Павлодара (2022—2023).

## Биография
Родился в 1984 году, получил два высших образования: в 2006 году окончил Павлодарский государственный университет имени С. Торайгырова по специальности «промышленная теплоэнергетика»; в 2010 году — Алматинскую академию экономики и статистики по специальности «финансы».

## Карьера
2006 — главный специалист отдела жилищно-коммунального хозяйства, пассажирского транспорта и автомобильных дорог города Павлодара.
2006—2007 — ведущий специалист Комитета по делам строительства и жилищно-коммунального хозяйства Министерства индустрии и торговли Республики Казахстан.
2007—2011 — ведущий специалист, эксперт Агентства Республики Казахстан по регулированию естественных монополий.
2011—2013 — заместитель директора департамента по регулированию естественных монополий Акмолинской области.
2013—2014 — руководитель управления, заместитель директора департамента Агентства Республики Казахстан по регулированию естественных монополий.
2014—2016 — заместитель акима города Павлодара.
2016—2017 — заместитель акима города Экибастуза.
2017—2019 — руководитель управления энергетики и жилищно-коммунального хозяйства Павлодарской области.
2019—2020 — аким города Экибастуза.
С 29 декабря 2022 года по 26 августа 2023 года — аким города Павлодара.
2023—2024 — руководитель управления предпринимательства и индустриально-инновационного развития Павлодарской области.
С 15 января 2024 года — руководитель управления энергетики и жилищно-коммунального хозяйства Павлодарской области.